# Paragodon
Paragodon là một chi ruồi trong họ Syrphidae.